# Staříč (přítok Bělé)
Staříč je vodní tok v jesenické oblasti a je levostranným přítokem řeky Bělé. Potok protéká obcí Lipová-lázně a městem Jeseník.

## Popis
Potok pramení v Rychlebských horách na svazích Smrku (1127 m) ve výšce 1075 m n. m., zdrojnice po soutok s Ramzovským potokem se nazývá Jesenským potokem. Potok ústí zleva do řeky Bělé v Jeseníku v nadmořské výšce 420 m n. m. Významné pravostranné přítoky tvoří Ramzovský potok a Vápenný potok. Vodní tok po soutok s Ramzovským potokem je ve správě Lesů České republiky s.p., od soutoku po vtok do řeky Bělé (8,5 km) je ve správě státního podniku Povodí Odry a je celý regulován. Vodní tok kopíruje hranici CHKO Jeseníky v dolní části toku v délce 8,5 km. V km 7,1 je část vody odváděna k pohonu malé vodní elektrárny.
V potoku žije chráněný živočich vranka pruhoploutvá.